# Maciejewo, Warmińsko-Mazurskie
Maciejewo [mat͡ɕɛˈjɛvɔ] (tiếng Đức: Maternhöfen)  là một ngôi làng ở quận hành chính của Gmina Braniewo, trong huyện Braniewski, Warmińsko-Mazurskie, ở miền bắc Ba Lan, gần biên giới với Kaliningrad của Nga. Nó nằm khoảng 6 kilômét (4 mi) về phía đông nam của Braniewo và 75 km (47 mi) phía tây bắc của thủ đô khu vực Olsztyn.
Làng có dân số 108.